# Craft Egg
株式会社Craft Egg（クラフトエッグ、英: Craft Egg Inc.）は、かつて存在したスマートフォンアプリの企画・開発・運営を主な事業としていた日本の企業。株式会社サイバーエージェントの子会社であった。

## 概要
コンサルティング会社で営業をしていた森川修一がサイバーエージェントのゲーム事業部へ営業を行った際に同社の役員と意気投合し、2014年5月1日にサイバーエージェントの子会社として設立。
事業内容は、スマートフォンゲームの企画・開発・運営のほか、自社も含めた制作作品のキャラクターデザイン、設定・シナリオ制作なども請け負っていた。社訓として「人生を豊かにするコンテンツをつくる」を掲げていたほか、会社が大事にしている価値観として「YOLK（黄身）」を掲げていた。黄身はCraft Eggの『Egg』、すなわち会社の核をなす考え方のことであり、「ユーザーファースト」「チームワーク」「チャレンジ」「プロ意識」の4つの価値観を重要視した開発・運営を行っていた。社名の由来は「ものづくり」のクラフトと新しい発見は大変だというコロンブスの卵からきている。
森川は設立初期、2Dや3Dを使用した女の子の青春ゲームを作りたいと考えていた。しかし、当時の会社の規模では開発が難しく、さらに、できるだけ早く作品をリリースする必要もあった。そのため、森川と取締役の村上徹がそれぞれプロデューサーを務め、お互いに1タイトルずつグループ内のゲームエンジンを使用したスマートフォンゲーム『モンスターパズルアドベンチャー』と『東京マッドカーニバル』をリリースした。さらに、取締役の近藤裕一郎もプロデューサーとして『なないろランガールズ』をリリースした。この3タイトルは短期間でサービス終了となるも、このときに得たメディアミックス作品への挑戦やキャラクターコンテンツと向き合うという経験が「人生を豊かにするコンテンツをつくる」という会社方針や、設立から半年後の2014年末にブシロードから開発依頼を受けたアプリゲーム『バンドリ! ガールズバンドパーティ!』の制作へと繋がった。
2018年6月1日、Craft Eggの新スタジオとしてアプリ開発をメインにメディアミックス展開を重点に置いた活動をしていくことを目的に子会社として「株式会社Colorful Palette（カラフルパレット）」を設立。
2020年秋、キャストやスタッフのスケジュール調整や外部の音声スタジオの予約・予算管理などの問題の解消を目的にCraft Eggの音声収録スタジオとして「Studio Egg（スタジオエッグ）」を設立。
2024年1月をもってスマートフォン関連事業より撤退しており、同年4月1日付でサイバーエージェントに吸収合併され解散、これに伴い、Colorful Paletteは、サイバーエージェント直接の子会社となる。なお、残事業であるフィギュアブランド「iDELiTE FiGURE」はColorful Paletteへ移管される。
ちなみに社長だった森川は、当社解散前に別途、株式会社フロムトーキョーを設立しており（株主は一般公表していないが、サイバーエージェントのグループ会社として記載されていないこと、後にブシロードと資本業務提携を締結していることから同社系列ではない）、当社主力タイトルであった『バンドリ!  ガールスバンドパーティ!』の制作協力をブシロードに対して行っている。

## 開発体制
森川らは企画・開発を行う際に、プロデューサーやディレクターなど、ひとりの企画力やセンスに頼る業界内の開発体制に限界を感じていた。そのため、『バンドリ! ガールズバンドパーティ!』からは「みんなでつくる」ことを意識したチームワーク重視の体制となり、プロデューサーひとりの判断ですべてを決めるのではなく、社員全員がセクションの垣根を超えて意見を言い合うなど協力体制を築く方針へと変更になった。このため、セクションに関係なく、すべてのチームのスタッフが各キャラクターの設定やストーリーなどバックグラウンドを理解して意見を言い合える環境を整えている。また、事業の状態や制作コスト、キャラクター人気などを理由にコンテンツにおける意思決定をすることはせず、作り手の視点に偏りすぎることのないユーザーファーストな運営体制を徹底している。
自社開発作品の作品コンセプトやキャラクター設定・脚本・スクリプトなどの各種設定・シナリオ制作、キャラクターデザインや各種ロゴデザインなどの各種デザイン、キャラクターや背景美術などのイラスト制作もCraft Egg内のチームで内製しているため、タイトルのイベント更新頻度が多くてもクオリティの高い内容を届けられるようにスケジュールを組むことが可能な環境となっている。また、各セクションで制作されたものをリリース前にチャットツールにて全体に共有し、要望や感想、改善提案を出し合うなど、セクションの垣根を越えて社員全員が発言できる環境を整えている。
ユーザーから寄せられた問い合わせや要望への対応では定型文による回答や返信は基本的に行っておらず、可能な限り各案件について個別に対応するようにしている。
2020年秋以降は自社音声収録スタジオ『Studio Egg』にて各種開発作品の音声収録も内製にて行っている。

## 評価
2017年3月16日より同社が開発しブシロードと共同企画・配信・運営を行うスマートフォン向けアプリケーションゲーム『バンドリ! ガールズバンドパーティ!』は、2017年3月の配信開始以降、App Storeのセールスランキングで上位圏内を維持し、2017年内に約91億円の売上高を記録。2周年記念の2019年3月にはセールスランキング初の1位を獲得し、サイバーエージェントグループにおけるゲーム事業の収益に貢献した。また、2017年12月4日に発表された『Google Play 2017年 ベストゲーム』においてAndroid用ゲームアプリとして、ユーザー投票部門とアトラクティブ部門の2部門にて大賞を受賞した。

## 開発ゲーム

### 不定期配信
| 発売年月      | 作品名                | 機種        | 運営元     | 開発      | 備考 |
| ------------- | --------------------- | ----------- | ---------- | --------- | --- |
| 2018年1月09日 | バンドリ！ガルパ AR！ | iOS/Android | ブシロード | Craft Egg | イベント専用アプリとして1ヶ月間期間限定配信。 2019年までに、リアルイベントに合わせ2度のアップデートが実施されている。 |

### 移管タイトル
| サービス開始日 | 移管日        | 作品名                                              | 機種        | 運営元               | 開発             | 備考 |
| -------------- | ------------- | --------------------------------------------------- | ----------- | -------------------- | ---------------- | --- |
| 2020年9月30日  | 2021年1月8日  | プロジェクトセカイ カラフルステージ! feat. 初音ミク | iOS/Android | セガ                 | Colorful Palette | キャラクター原案・キャラクターデザイン・設定・シナリオ制作なども担当。 2021年1月8日に子会社のColorful Paletteへ移管したことを発表 |
| 2017年3月16日  | 2024年1月17日 | バンドリ! ガールズバンドパーティ!                   | iOS/Android | Craft Egg ブシロード | Craft Egg        | キャラクター原案・キャラクターデザイン・設定・シナリオ制作なども担当。 2024年1月4日付で開発・運営を共同運営者であるブシロードへ移管する予定だったが、同日に変更を都合により先送りしたことを公表し、同17日より運営変更が実施されたことを報告した（ゲーム中の当社ロゴ等は2月中に除去予定）。 |

### 終了済タイトル
| 発売年月       | 終了年月      | 作品名                         | 共同開発     | 機種        | 備考                                                                         |
| -------------- | ------------- | ------------------------------ | ------------ | ----------- | ---------------------------------------------------------------------------- |
| 2014年11月14日 | 2015年6月30日 | モンスターパズルアドベンチャー | N/A          | iOS/Android |                                                                              |
| 2014年12月12日 | 2015年7月01日 | 東京マッドカーニバル           | N/A          | iOS/Android |                                                                              |
| 2015年8月19日  | 2016年9月25日 | なないろランガールズ           | エイティング | iOS/Android | エイティングとの共同開発であったが、2016年01月18日に権利を移行し開発より撤退 |

## 参加作品

### テレビアニメ
| 放送年 | タイトル                            | アニメーション制作                              | 備考                                                                      |
| ------ | ----------------------------------- | ----------------------------------------------- | ------------------------------------------------------------------------- |
| 2018年 | ぱすてるらいふ                      | studio A-CAT                                    | キャラクター原案・タイトルロゴデザイン                                    |
| 2018年 | BanG Dream! ガルパ☆ピコ             | ダブトゥーンスタジオ DMM.futureworks サンジゲン | キャラクター原案・音楽・制作協力                                          |
| 2019年 | BanG Dream! 2nd Season              | サンジゲン                                      | キャラクター原案・衣装デザイン・ 制作協力（森川修一、沢村英祐、西野裕子） |
| 2020年 | BanG Dream! 3rd Season              | サンジゲン                                      | キャラクター原案・衣装デザイン・ 制作協力（森川修一、沢村英祐、西野裕子） |
| 2020年 | BanG Dream! ガルパ☆ピコ 〜大盛り〜  | ダブトゥーンスタジオ DMM.futureworks サンジゲン | キャラクター原案・音楽・制作協力                                          |
| 2021年 | プラオレ!〜PRIDE OF ORANGE〜        | C2C                                             | 原作キャラクターデザイン・原作衣装デザイン                                |
| 2021年 | BanG Dream! ガルパ☆ピコ ふぃーばー! | ダブトゥーンスタジオ スクーターフィルムズ       | キャラクター原案・音楽・制作協力                                          |

### 劇場アニメ
| 公開年 | タイトル                                                     | アニメーション制作 | 備考                                                                                     |
| ------ | ------------------------------------------------------------ | ------------------ | ---------------------------------------------------------------------------------------- |
| 2019年 | BanG Dream! FILM LIVE                                        | サンジゲン         | キャラクター原案、衣装デザイン 脚本スーパーバイザー・脚本監修（西野裕子） 製作委員会参加 |
| 2021年 | 劇場版 BanG Dream! Episode of Roselia I.約束 / II.Song I am. | サンジゲン         | 原案                                                                                     |

### ミュージックビデオ
| 公開年 | 作品        | 曲                   | 備考                       |
| ------ | ----------- | -------------------- | -------------------------- |
| 2018年 | BanG Dream! | Neo-Aspect           | キャラクター原案、制作協力 |
| 2018年 | BanG Dream! | もういちど ルミナス  | キャラクター原案、制作協力 |
| 2018年 | BanG Dream! | ツナグ、ソラモヨウ   | キャラクター原案、制作協力 |
| 2018年 | BanG Dream! | キミがいなくちゃっ！ | キャラクター原案、制作協力 |

### 漫画・イラスト
| 年     | タイトル                                                         | 連載             | 備考                                      |
| ------ | ---------------------------------------------------------------- | ---------------- | ----------------------------------------- |
| 2017年 | BanG Dream! ガールズバンドパーティ！ Roselia Stage               | コミックガルド   | 原作                                      |
| 2017年 | バンドリ！ ガールズバンドパーティ！ イラスト＆ショートストーリー | 電撃G's magazine | -2018年、イラスト＆ショートストーリー制作 |

## 関連人物
基本的に営業当時の役職・役務を記載。
- 森川修一（代表取締役社長、現：フロムトーキョー代表取締役）
- 日高裕介（取締役、サイバーエージェント取締役副社長兼任〈現職〉）
- 吉田惠（取締役）
- 川邊俊彦（監査役）
- 落合雅也（元取締役）
- 村上徹（元取締役）
- 湯田雅（『バンドリ！ ガールズバンドパーティ！』プロデューサー）
- 沢村英祐（『バンドリ！ ガールズバンドパーティ！』開発統括、コンテンツプロデュース室リーダー、シナリオチームリーダー）
- 西野裕子（『バンドリ！ ガールズバンドパーティ！』メインライター、シナリオ品質管理担当）
- 今井新（『バンドリ！ ガールズバンドパーティ！』シナリオライター）
- 信澤収（『バンドリ！ ガールズバンドパーティ！』キャラクターデザイン・アートディレクター、現：フロムトーキョー取締役）
- 北村カルティニ（『バンドリ！ ガールズバンドパーティ！』イラストチームリーダー）
- 久永修平（『バンドリ！ ガールズバンドパーティ！』イラストレーター）
- 井上順行（『バンドリ！ ガールズバンドパーティ！』キャラクター演出（Live2D）チームリーダー）
- 廣石好美（『バンドリ！ ガールズバンドパーティ！』デザインチームリーダー）
- 森田昌朗（『バンドリ！ ガールズバンドパーティ！』クライアントチームリーダー）
- 田中耀（総務部リーダー、Studio Egg管理責任者）